# Dmitrij Petrovič Svjatopolk-Mirskij
Dmitrij Petrovič Mirskij, nato Dmitrij Petrovič Svjatopolk-Mirskij (in russo Дми́трий Петро́вич Святопо́лк-Ми́рский?), e conosciuto nel mondo anglofono come  D.S. Mirsky (Governatorato di Char'kov, 9 settembre 1890 – Oblast' di Magadan, 6 giugno 1939), è stato uno scrittore, saggista, critico letterario e storico della letteratura russo.
Con il suo lavoro ha contribuito alla divulgazione della letteratura russa in Gran Bretagna e in seguito si adoperò per la diffusione della letteratura inglese in Unione Sovietica.

## Biografia
Nacque nella famiglia Svjatopolk-Mirskij, una delle più insigni della nobiltà pietroburghese, di antico lignaggio ed originaria della Bielorussia, il cui nome deriva dal Complesso del Castello di Mir, di loro proprietà. Suo padre, principe Pëtr Dmitrevič, fu un esponente della politica dell'impero zarista: di tendenze liberali, ricoprì anche l'incarico di ministro dell'interno tra il 1904 e il 1905.
Durante gli anni della giovinezza Dmitrij Mirskij rinunciò al titolo di principe; da studente iniziò ad interessarsi al Simbolismo russo, cominciando a scrivere poesie. Nel 1911 pubblicò un libro di versi e nello stesso anno si laureò in letteratura all'ateneo della sua città natale.
Allo scoppio della prima guerra mondiale servì come ufficiale nell'esercito imperiale russo ma quando nel 1917, a seguito degli stravolgimenti politici sfociati nella Rivoluzione d'ottobre, iniziò la guerra civile, si schierò nelle file dell'Armata Bianca dei controrivoluzionari zaristi al seguito del generale Anton Ivanovič Denikin.
Nel 1921, quando si era delineata la vittoria dell'Armata Rossa, Mirskij emigrò in Gran Bretagna. Qui iniziò la sua attività didattica divenendo professore di letteratura russa all'Istituto di Studi Slavi del King's College di Londra.
In seguito il suo avvicinamento al marxismo e il sempre più consistente interesse verso la situazione politica del suo paese lo portarono ad iscriversi al Partito Comunista di Gran Bretagna e nel 1931 chiese di rientrare in patria. L'anno successivo, con l'aiuto di Maksim Gor'kij, che perorò la sua causa presso le autorità sovietiche, ottenne il permesso di rimpatrio. Con la morte di Gor'kij, avvenuta nel 1936 gli venne a mancare non solo un amico, ma anche un influente protettore. Nel 1937, durante le Grandi purghe staliniste, venne arrestato dal NKVD ed internato in un gulag, dove morì nel 1939.

## Opere
Durante l'arco di tutta la sua vita si occupò di critica letteraria, scrivendo numerosi saggi e curando varie antologie sui maggiori scrittori inglesi e russi, interessandosi anche di traduzioni.
Fu collaboratore della rivista Criterion, di T. S. Eliot. Durante un suo soggiorno a Parigi la rivista Echange ospitò i suoi articoli e a Bruxelles, tra il 1926 e il 1928, nell'almanacco Versty, vennero pubblicati suoi scritti.
Dopo il rientro in Unione Sovietica ebbe modo di far conoscere le sue capacità di saggista e divulgatore nell'ambito della critica letteraria, sia russa che straniera, con la sua opera di diffusione della letteratura europea, specialmente anglofona. Come in Europa occidentale, con il suo lavoro, era riuscito a far conoscere il talento di Boris Pasternak, così in patria si prodigò per diffondere la conoscenza di autori come T. S. Eliot, Percy Bysshe Shelley, Aldous Huxley, James Joyce.
Nel 1937 pubblicò, senza firmarla, la prima Antologia della nuova poesia inglese in lingua russa. Al contempo si dedicò alla stesura di articoli di critica su alcuni poeti russi coevi.
L'opera di Mirskij più rilevante e conosciuta è una Storia della letteratura russa, scritta originariamente in lingua inglese e pubblicata in due volumi nel 1926/1927; partendo dal XII secolo con il Canto della schiera di Igor e concludendosi al primo quarto del XX secolo con l'inizio della cultura letteraria sovietica, rimane uno dei testi basilari per la comprensione dell'evoluzione della scrittura in lingua russa. Il letterato statunitense Edmund Wilson giudicò questa sua opera come « la più ariosa, illuminante e leggibile » del panorama della critica del settore, scritta da chi « ha il senso dei valori letterari e la sicurezza del giudizio ».
Antonio Gramsci, già in carcere, nel luglio del 1931 ebbe dalla cognata Tat'jana Šucht la segnalazione di un articolo di Mirskij sul materialismo storico « che ha un certo interesse di curiosità, perché l'autore [...] che è stato ufficiale nell'esercito di Vrangel', solo da un paio d'anni s'interessa a questi problemi ». Gramsci, che già conosceva un suo saggio « molto acuto » su Dostoevskij, giudicò l'articolo pregevole e sorprendente il fatto che Mirskij si fosse impadronito « con tanta intelligenza e penetrazione di una parte almeno del nucleo centrale del materialismo storico », dimostrandosi libero da « pregiudizi e incrostazioni culturali » di origine positivistica.
La sua opera, a seguito della sua scomparsa nei gulag sovietici, fu ben presto dimenticata. Solo dopo la sua riabilitazione post mortem fu di nuovo presa in considerazione, ma non ebbe mai modo di essere conosciuta ed apprezzata tanto quanto accadde nel mondo occidentale.

## Pubblicazioni (elenco parziale)
- Russkaja Lirika. Malen'kaja antologija ot Lomonosova do Pasternaka, Parigi, 1924.
- Puškin, Londra, 1926.
- History of russian literature, Londra, 1926/27.
- Russia: A social history, Londra 1931.
- Boratynskij in Polnoe sobranie sočinenij E. A. Boratynskogo, Leningrado, 1936
- Tvorčeskij put' Bagrickogo, in E. Bagrickij, Mosca, 1936.

## Traduzioni in lingua italiana
- Storia della letteratura russa, Milano, Garzanti, 1998 ISBN 88-11-47237-7